# Rolando Pušnik
Rolando Pušnik (Celje, 13 december 1961) is een voormalig Sloveens handballer.
Op de Olympische Spelen van 1988 in Seoel won hij de bronzen medaille met Joegoslavië. Pušnik speelde drie wedstrijden als doelman.
Twaalf jaar later, op de Olympische Spelen van 2000 in Sydney, eindigde hij op de achtste plaats met Slovenië. Pušnik speelde zeven wedstrijden.
Mirko Bašić · Jožef Holpert · Boris Jarak · Slobodan Kuzmanovski · Muhamed Memić · Alvaro Načinović · Goran Perkovac · Zlatko Portner · Iztok Puc · Rolando Pušnik · Momir Rnić · Zlatko Saračević · Irfan Smajlagić · Ermin Velić · Veselin Vujović